# Анди
Анди́ (анд. ГъIванну) — село в Ботлихском районе Дагестана. Административный центр Андийского сельсовета.

## Географическое положение
Расположено на левом берегу реки Унсатлен, в 14 км к северо-востоку от села Ботлих. На востоке от села Гагатли, и к юго-западу от селе Харачой. 

## Население
| 1869  | 1888  | 1895  | 1926  | 1939  | 1970  | 1989  |
| ----- | ----- | ----- | ----- | ----- | ----- | ----- |
| 2155  | ↗2853 | ↘2703 | ↘2281 | ↗2750 | ↘2276 | ↗3098 |
| 2002  | 2010  | 2021  |       |       |       |       |
| ↗4967 | ↗5591 | ↗7120 |       |       |       |       |

Национальный состав
По данным Всесоюзной переписи населения 1926 года:
| № | Национальность | Численность, чел. | Доля   |
| - | -------------- | ----------------- | ------ |
| 1 | андийцы        | 2261              | 99,1 % |
| 2 | каратинцы      | 9                 | 0,4 %  |
| 3 | аварцы         | 5                 | 0,2 %  |
| 4 | чеченцы        | 4                 | 0,2 %  |
| 5 | ботлихцы       | 2                 | 0,1 %  |

## История
В 1847 году в селе прошёл съезд деятелей Имамата Шамиля.

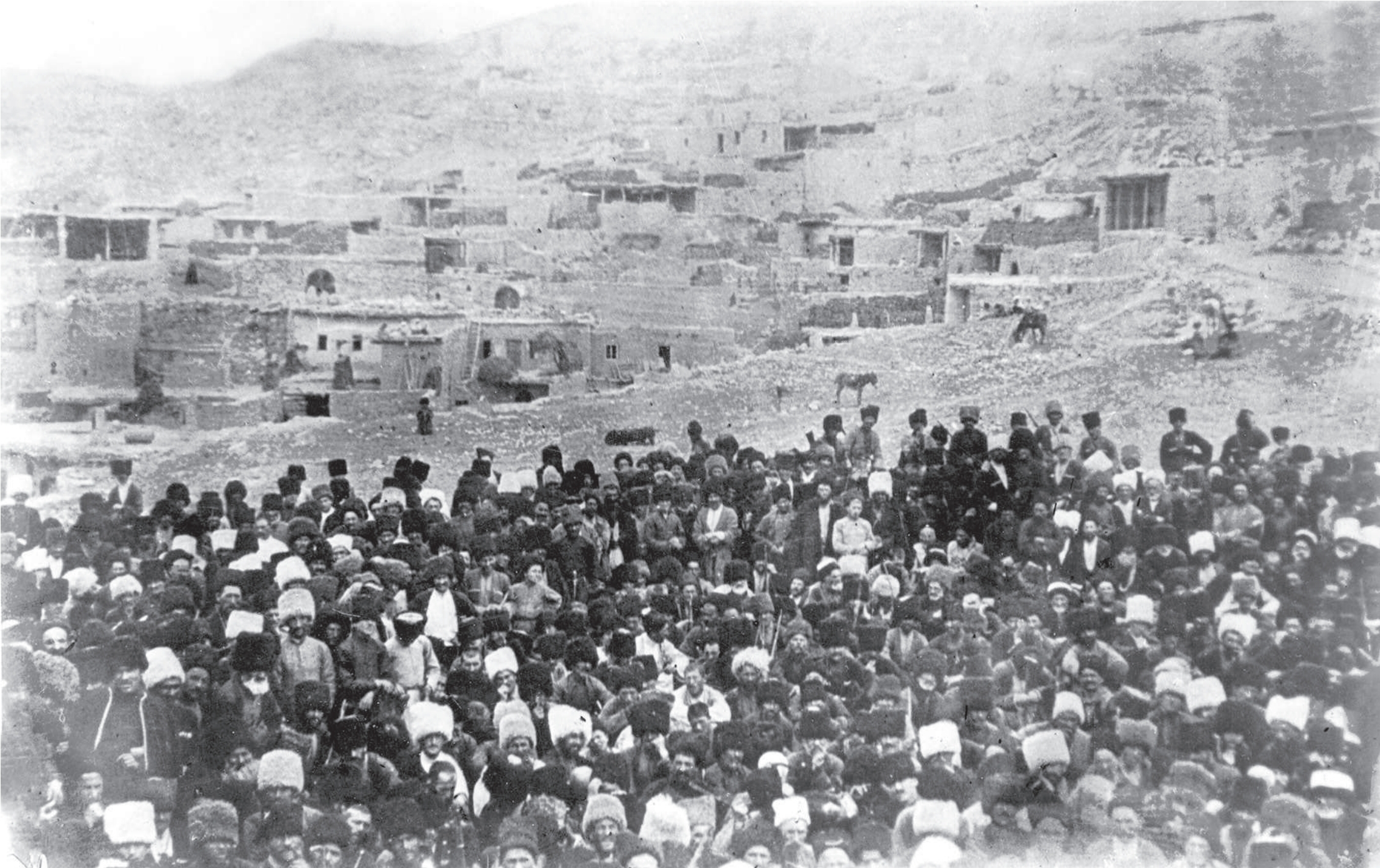
Андийский съезд. 1917

20 августа 1917 года в Анди прошёл Андийский съезд Союза горцев Северного Кавказа.
В Анди три квартала: 1) верхний (Гьилареххун), 2) нижний (Гьикъуреххун) и 3) Саталал.  В каждом квартале (реххун) имеется своя квартальная площадь — кав и мечеть. 

## Язык
Жители села говорят на андийском языке. В 1981 году в селе работала лингвистическая экспедиция отделения структурной и прикладной лингвистики филологического факультета МГУ под руководством А. Е. Кибрика.